# Wetzlar-Niedergirmes
Wetzlar-Niedergirmes ist der 12. Stadtbezirk der Stadt Wetzlar.
Mit 5872 Einwohnern (Stand: Dezember 2016) ist er zugleich der einwohnerstärkste.

## Geographie
Die Dill streift das Gebiet am westlichen Ende, die südliche Grenze bildet die Lahn. Niedergirmes grenzt im Norden an den Wetzlarer Stadtteil Hermannstein, im Osten an Naunheim und Garbenheim, südlich an die Stadtbezirke Hauserberg und Neustadt, westlich an den Stadtbezirk Dillfeld.
Niedergirmes liegt im Tal von Lahn und Dill auf zumeist relativ flachem Gelände (153 m über NN). Nur im nördlichen Teil erhebt sich der Simberg (256 Meter über NN), dessen Hang teilweise bebaut ist.

## Geschichte
Niedergirmes wurde 771 im Lorscher Codex erstmals erwähnt und zählt somit zu den ältesten Dörfern des heimischen Raumes. Das solmsische Bauerndorf hatte bereits im 13. Jahrhundert den Wetzlarer Siechenhof aufgenommen und pflegte schon immer enge Beziehungen zur benachbarten Reichsstadt. Im Jahr 1862 wurde der Wetzlarer Bahnhof auf Niedergirmeser Gemarkung errichtet, die bis vor die Tore der Altstadt und der Langgasse reichte. In Bahnhofsnähe siedelte sich vor allem die Schwerindustrie mit Hochöfen und Eisenverarbeitung an. Nördlich befand sich die Grube Malapertus. Allmählich wuchsen Wetzlar und das Bahnhofsviertel durch die Bebauung der Bahnhofsstraße zusammen, und am 1. April 1903 wurde das Dorf Niedergirmes mit Bahnhof und Industrie in die Stadt Wetzlar eingemeindet.

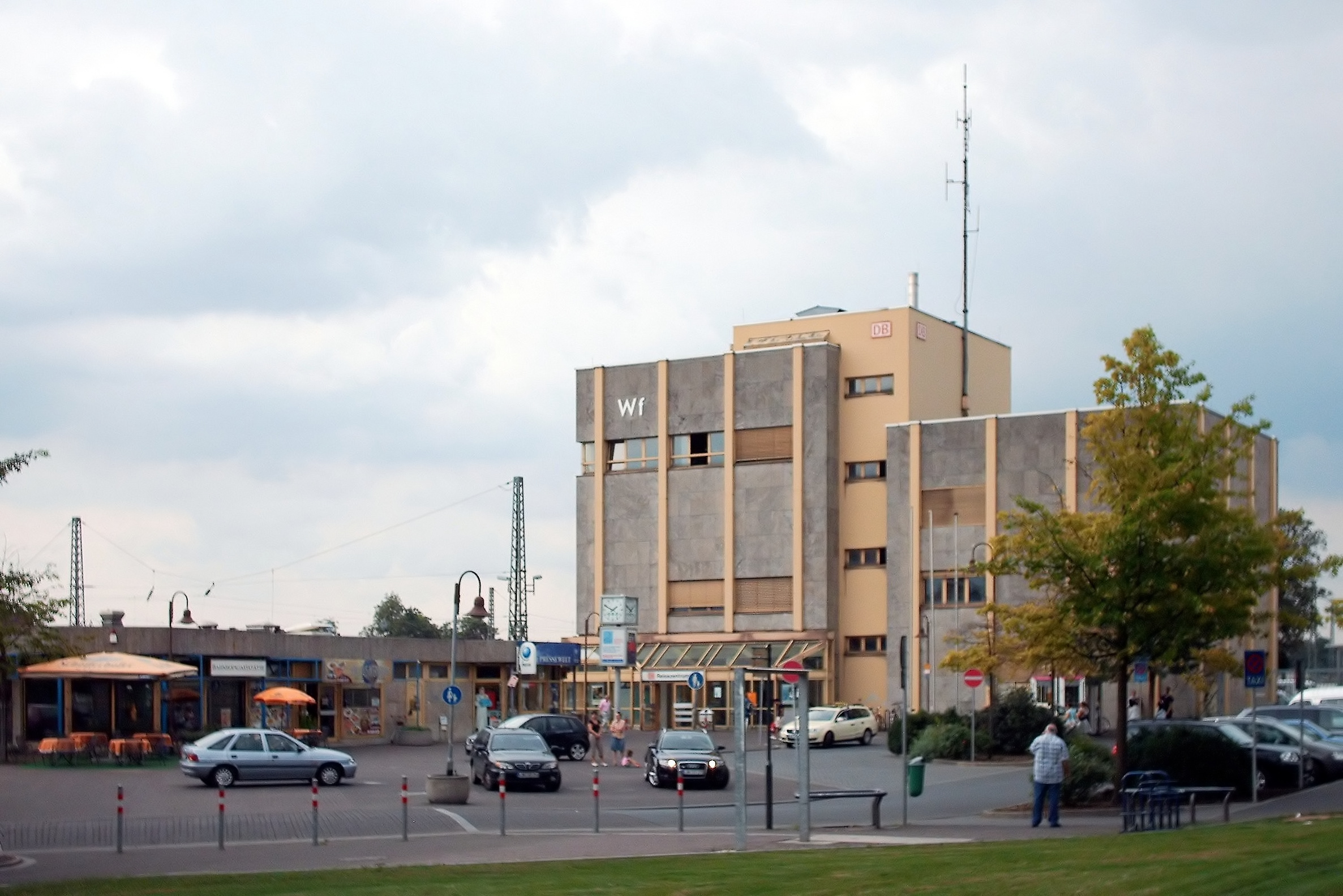
Bahnhof von Wetzlar (2007)

Von Wetzlarer Seite wurde dies schon lange herbeigesehnt, da der Bahnhof Wetzlar auf dem Gemeindegebiet Niedergirmes lag; ebenso war in Niedergirmes viel Industrie, u. a. Buderus angesiedelt.
Die Nähe des Bahnhofs und der Schwerindustrie bescherte Niedergirmes ab 1944 schwerste Bombardierungen, der nicht nur zahlreiche Häuser, sondern auch die ursprünglich neugotische evangelische Christuskirche (erbaut 1906, Neueinweihung 1950, später umfangreiche Neugestaltung) zum Opfer fielen.
Nach dem Zweiten Weltkrieg entwickelte sich Niedergirmes zu einem Arbeiterstadtteil, viele Arbeiter der Buderus-Werke ließen sich hier nieder. Infolgedessen wurde Niedergirmes auch zur Heimat vieler Gastarbeiter, vor allem aus der Türkei, die noch heute in zweiter und dritter Generation hier wohnen.
Ende 2004 wurde Niedergirmes in das Förderprogramm von Bund und Land „Soziale Stadt - Stadtteile mit besonderem Entwicklungsbedarf“ aufgenommen.
Der Stadtbezirk Niedergirmes ist in seiner sozialen Zusammensetzung und der Struktur von der Schwerindustrie und vom Umbruch der Industriearbeitsplätze in den letzten 20 Jahren geprägt. Neben seinen zum Teil dörflichen Strukturen weist Niedergirmes städtebauliche Baustrukturen des Geschosswohnungsbaus des 20. Jahrhunderts mit hohem Modernisierungsbedarf auf. In Wetzlar leben 103 verschiedene Nationalitäten, dem Stadtteil Niedergirmes mit über 50 % Migrantenanteil kommt hier eine besondere Aufgabenstellung zu. Der Sozialstrukturatlas der Stadt Wetzlar ordnet den Stadtteil Niedergirmes den Quartieren mit dem höchsten Anteil benachteiligter Lebenslagen und Auffälligkeiten zu.

## Infrastruktur und Verkehr

### ÖPNV
Durch Niedergirmes führen zahlreiche Buslinien, die Linien 007, 12 und 13 der Wetzlarer Verkehrsbetriebe (WVB) stellen einen Anschluss an den Stadtbusverkehr sicher. Weitere Linien von Wetzlar aus ins Wetzlarer Umland sind die Linien 24, 200, 240, 415 und 471.
Die Stadtbusse der WVB verkehren montags bis freitags alle 20 Minuten, Linie 24 und 240 bilden zusammen einen 30-Minuten-Takt. Die Linien 200, 415 und 471 verkehren stündlich, teilweise auch in kürzeren Taktfolgen.
Samstags werden alle Linien, außer Linie 240, bedient, sonn- und feiertags verkehren die Stadtbusse und die Linien 24, 415 und 471.

### Öffentliche Einrichtungen
Die Freiwillige Feuerwehr Wetzlar-Niedergirmes hat in Niedergirmes ihren Standort. Ferner sind mehrere Kindergärten, die Geschwister-Scholl-Grundschule, die August-Bebel-Gesamtschule und die Werner-von-Siemens-Schule als Berufsschule und Berufliches Gymnasium in Niedergirmes vertreten, letztere wird aufgrund einiger sogenannter Landesfachklassen von Schülern aus dem gesamten hessischen Raum besucht. Im Osten des Bezirkes befindet sich ein großer Friedhof.